# Squash aux Jeux olympiques d'été de 2028
Navigation
 2028 • 2032
Brisbane 2032
Les épreuves de squash aux Jeux olympiques d'été de 2028 se déroulent à l'Universal Studios de Los Angeles aux États-Unis, du 15 au 24 juillet 2028. Il s'agit de la toute 1re apparition du squash aux Jeux olympiques,,.

## Podiums
| Épreuve       | Or | Argent | Bronze |
| ------------- | -- | ------ | ------ |
| Simple hommes |    |        |        |
| Simple dames  |    |        |        |

## Tableau des médailles
- Pays organisateur (États-Unis)

| Rang  | Nation | Or | Argent | Bronze | Total |
| ----- | ------ | -- | ------ | ------ | ----- |
| Total |        |    |        |        |       |